# 盘点

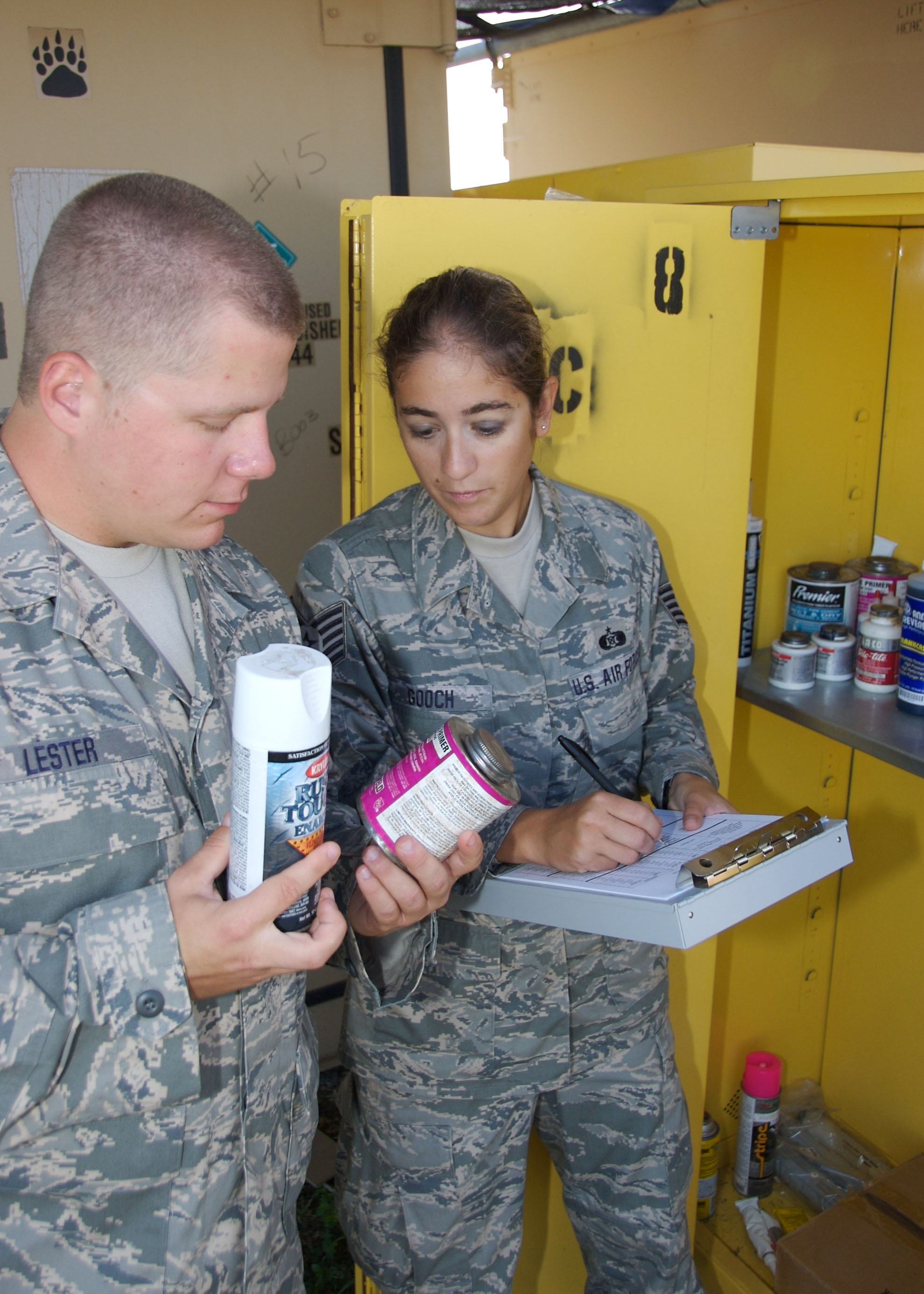
美國空軍的盤點作業

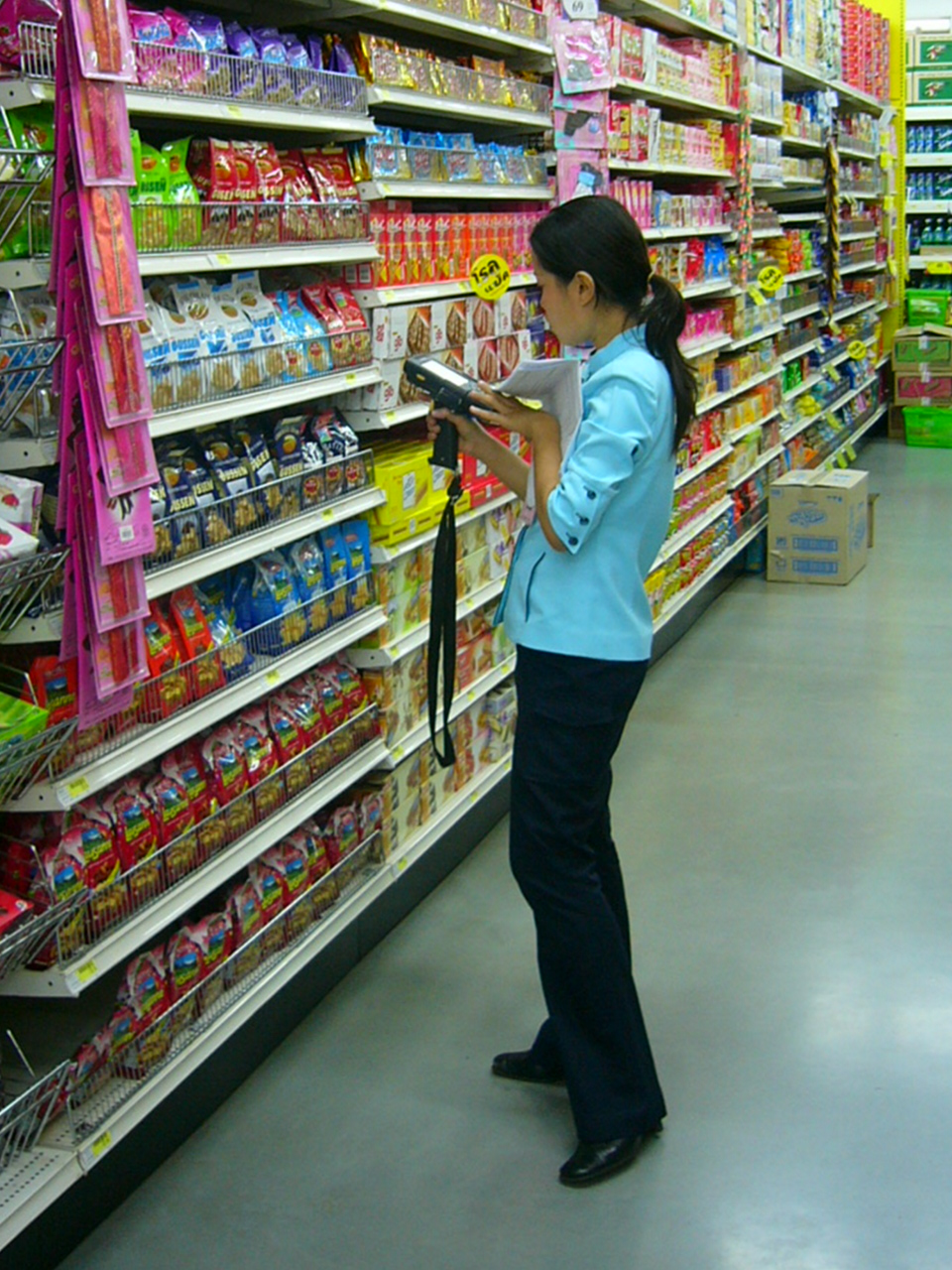
超市盤點

盘点，通常是指经济管理学会计分支中的术语，其目的是通过对企业、团体的现存物料、原料、固定资产等进行点检以确保账面与实际相符合，以求达到加强对企业、团体的管理的目的。

## 范围
对于一个企业、团体，盘点的主要范围为存货盘点、财务盘点、财产盘点。针对不同的盘点，其盘点的范围也有所分别。

## 盘点的种类
盘点一般分为以下两种：

### 定期盘存（Periodic Inventory Audit)
按照定期来安排库存实物盘点的过程称为定期盘存。定期盘存会按照预先设定好的时间停工，来详细盘查组织所有的库存，来确定组织的库存资产。外部的审查员可能会参与指导盘查。由于定期盘存通常是年度的，库存准确性往往很短，并且在盘查的时候不会深究库存问题的根源，因为组织要尽快完成盘点然后恢复生产运营。
由于需要停止生产作业，定期盘存的代价往往很大。所以定期盘存一定要提前做好准备，尽可能将同类型的库存集中在一起进行盘点。
通常定期盘点会清点库存两次来确保库存准确，也可以采用抽查的方法。若对某一产品的两次库存盘点结果不一致，则需要仔细审查。

### 周期盘存（Cycle Count）
定期盘存的缺点是盘点周期长（通常为每年一次）造成的库存准确率信息是短效的。而且需要停工，所以成本巨大。而且盘点往往不会深究为什么库存信息失准，而是尽快完成盘点恢复生产，所以定期盘存对库存管理的改善的作用有限。
所以组织可以采用周期盘存来解决这个问题。周期盘存通常由受过培训的专人负责，按照预先设定的时间表进行日常盘点。对于不同物品可以按照不同频率盘点，例如在ABC分类法中，可以将A类物品盘点频率设为最高，B类物品其次，C类物品最低。也可以按照库存物品的特性设置优先级，例如价值高或易损的物品可以优先盘点。为了减少工作量，也可以在物品库存接近0时盘点，或者在收到货的时候盘点。也可以按照物品库存周转速度来盘点。
周期盘存可以使MRP更加准确，故更有利于生产和计划安排。
周期盘存对生产的影响很小甚至无影响。
在周期盘存的计划和执行到位的情况下，甚至可以不用进行定期盘存。